# Yuki Hsu
Yuki Hsu Huai Yu (Chino tradicional y simplificado: 徐怀钰, pinyin: Xu Huáiyù, 3 de marzo de 1979) es una cantante y actriz taiwanesa.
Su carrera como cantante pop se produjo a finales de los años 90. Es principalmente conocida por su single "Fei Fen" (分 飞). Entre 1998 y 2001, grabó una serie de éxitos en Taiwán, aunque nunca se reunió con mucho de sus éxitos fuera de Asia. La mayoría de sus canciones eran danzas alegres y melodías pegadizas, que a menudo extravagantes las melodías y textos sobre su infancia. En su canción "The Angel", cantando junto a un coro infantil. Otras canciones populares de Yuki Hsu son "De Ai Ding Dong", "¿Quién es traviesa?" y una nueva versión de la pieza techno 90 "Dub-I-Dub". En 1999 colaboró con el rapero surcoreano Yoo Seung-jun, denominado como el dueto más sofisticados con el tema musical titulado "Can't Wait", que le aseguró un poco "fuera de la fama de Taiwán".
También se destaca por los peinados extravagantes que lucía en muchos de sus primeros videos musicales.

## Discografía
- First Album (第一張個人專輯), marzo 1998
- Go! Go! Go! (向前冲), ottobre 1998
- Kindness of a Magical Lady–2 Generations (魔法阿媽之戀愛2 世代), insieme a Wen Ying, marzo 1999
- 5.6.7.8. Going (EP)
- Angel (天使), maggio 1999
- Love, gennaio 2000
- U'Want (欲望), agosto 2000
- Miss Right (完美小姐), agosto 2001
- Bad Girl, maggio 2007

## Filmografía
- The Strait Story (南方紀事之浮世光影), 2005
- The Voyage of Emperor Qian Long to Jiang Nan (乾隆皇下江南), 2003
- Love Train (心動列車), 2003
- Tweeny Witches (giapponese: 魔法少女隊 アルス; cinese: 孩子女巫), voce, 2003
- The Monkey King: Quest For The Sutra, (齊天大圣孫悟空), 2002
- The Beauty Mermaid (天地傳說之魚美人), 2001
- Toshinden Subaru, the New Generation (鬥神傳 新的産生), voce, 2001
- Battle Arena Toshinden (鬥神傳), voce, 1998 [anime]